# Marion Bartoli
Marion Bartoli, född 2 oktober 1984 i Le Puy-en-Velay, Frankrike, är en fransk högerhänt före detta professionell tennisspelare.

## Tenniskarriären
Marion Bartoli blev professionell spelare på WTA-touren i februari 2000. Hon har hittills (juli 2007) vunnit 3 WTA-titlar i vardera singel och dubbel samt 6 singel- och en dubbeltitlar i ITF-turneringar. Som bäst rankades Bartoli i singel på nionde plats (oktober 2007) och i dubbel på femtonde plats (juli 2004).   
Sina första singeltitlar i ITF-turneringar vann Bartoli 2001 (Hatfield, Turin, Koksijde). Samma säsong gjorde hon debut i WTA-turneringar. Hon följde upp 2002 med seger i ITF-turneringarna i Columbus och Poiters. Det dröjde sedan till 2005 innan hon vann sin nästa singeltitel (ITF/Dubai).
Som WTA-spelare hade Bartoli i början större framgångar i dubbel. Hon vann sin första WTA-titel i dubbel 2004 tillsammans med landsmaninnan Emilie Loit. Säsongen 2005 vann hon sin andra titel (med tyskan Anna-Lena Grönefeld) och säsongen därpå sin tredje titel (med israeliskan Shahar Pe'er).
Hennes genombrottsäsong blev 2006. Hon vann då tre singeltitlar på WTA-touren. I januari 2006 finalbesegrade hon Vera Zvonarjova i Auckland, senare på säsongen Aiko Nakamura i Tokyo och därefter Olga Poutchkova i Québec. Under säsongen noterade hon också vinster över spelare som Patty Schnyder och Nadia Petrova i olika turneringar.   
Säsongen 2007 nådde Bartoli fjärde omgången i Franska öppna och senare på sommaren oseedad singelfinalen i Wimbledonmästerskapen. På vägen till Wimbledonfinalen besegrade hon flera toppspelare, bland andra förstaseedade Justine Henin (1-6, 7-5, 6-1) i semifinalen. I den följande finalmatchen mötte hon amerikanskan Venus Williams som vann med siffrorna 6-4, 6-1. 
Marion Bartoli deltog i det franska Fed Cup-laget 2004. Hon spelade då två matcher av vilka hon vann en. Hennes största triumf i karriären kom i juli 2013 där hon i finalen av Wimbledon besegrade Sabine Lisicki i två raka set, 6-1, 6-4. I augusti 2013 meddelade Bartoli att hon avslutar karriären efter flera år av skadebekymmer, 28 år gammal.

## Spelaren och personen
Marion Bartoli har en okonventionell spelstil och slår både forehand och backhand med dubbelfattning. Hon har hårda grundslag och ett aggressivt spelsätt. Hon tränas av sin far, läkaren Walter Bartoli. 
Hon var framstående redan som junior och bland meriterna kan nämnas juniortiteln i US Open. 
Hon bor i Genève i Schweiz.

## WTA-titlar

### Singel
- 2013 - Wimbledon
- 2011 - Eastbourne, Osaka
- 2009 - Monterrey, Stanford
- 2006 - Auckland, Tokyo, Québec

### Dubbel
- 2006 - Prag (med Shahar Pe'er)
- 2005 - Pattaya City (med Anna-Lena Grönefeld)
- 2004 - Casablanca (med Emilie Loit)

## Utmärkelser
- Champion des champions français de L'Équipe,  2013
- Officer av Nationalförtjänstorden,  13 november 2014[3]
- Riddare av Hederslegionen,  29 december 2023[4]

[Redigera Wikidata]